# Elizabeth Banks (cyclisme)
Pour les articles homonymes, voir Banks.
Cet article concerne une coureuse cycliste britannique. Pour la personnalité du cinéma américain, voir Elizabeth Banks.
Elizabeth Banks (Elizabeth Mary Lydia de son nom complet, dite Lizzy), née Stedman le 7 novembre 1990 à  Malvern, est une coureuse cycliste professionnelle britannique.

## Biographie
Elle commence le cyclisme en 2014. Elle réalise un voyage à vélo de plus de mille kilomètres avec son mari. Elle effectue sa première course en février 2015. Elle étudie alors la médecine à l'université de Sheffield à partir de 2010. En 2017, elle arrête ses études à neuf mois de l'échéance et décide de se consacrer au cyclisme. Elle remporte cette année-là le Women’s National Road Series soit la Coupe du Royaume-Uni,. 
Arrivée au cyclisme professionnel tardivement, elle fait sa première apparition en dehors de son pays d'origine lors du Tour de Thuringe en juillet 2017. En 2018, elle intègre l'équipe professionnelle UnitedHealthcare. Le 5 juillet, lors du Tour de Feminin, elle manque de peu sa première victoire, terminant deuxième de la première étape.
Pour la saison 2019, Banks rejoint l'équipe Bigla. Au Festival Elsy Jacobs, sur la première étape, Marta Lach, Franziska Koch et Elizabeth Banks sortent. La Britannique est deuxième et remonte à la même place au classement général. Elle conclut l'épreuve à la troisième place. Au Women's Tour, sur la quatrième étape, Elizabeth Banks finit dans le groupe de tête. Au classement général final, Elizabeth Banks est septième. Sur la huitième étape du Tour d'Italie, dans la côte de Clauzetto, onze coureuses dont Leah Thomas et Elizabeth Banks se détachent. À quatorze kilomètres de l'arrivée, Elizabeth Banks place une offensive, mais est reprise. Malgorzata Jasinska et Leah Thomas contrent, mais le groupe les reprend. À onze kilomètres du but, Banks remet le couvert. Aidée par Leah Thomas derrière, qui couvre les attaques de Pauliena Rooijakkers notamment, elle compte une vingtaine de secondes d'avance jusqu'à l'arrivée. Il s'agit de sa première victoire sur le World Tour.
Lors du Circuit Het Nieuwsblad 2020, elle est dans le groupe qui se forme dans le Bosberg à la poursuite d'Annemiek van Vleuten. La Britannique est sixième de la course. Au Grand Prix de Plouay, à trente-cinq kilomètres de l'arrivée, Elizabeth Banks place une offensive. Elle est suivie par Elizabeth Deignan. Dix kilomètres plus loin, leur avance est d'une minute. La victoire se joue au sprint entre les deux Britanniques. Elizabeth Deignan s'impose facilement, Elizabeth Banks est donc deuxième. Sur la quatrième étape du Tour d'Italie, Eugenia Bujak et Elizabeth Banks sortent à quatre-vingt-six kilomètres de l'arrivée. À soixante-dix kilomètres du but, elles possèdent déjà quatre minutes d'avance. L'ascension finale décide de la vainqueur, Elizabeth Banks décroche Eugenia Bujak et s'impose. Elle conclut l'épreuve à la douzième place. Lors des championnats du monde, elle prend la quinzième place du contre-la-montre.
Après la dissolution de son équipe, elle court  en 2021 pendant une saison pour la formation Ceratizit-WNT. Elle rejoint en 2022 l'équipe World Tour EF Education-Tibco-SVB. En juillet 2023, Banks est informée que deux tests antidopage ont révélé des traces de chlortalidone et de formotérol dans son sang, ce qui entraîne sa suspension par l'Agence britannique antidopage. En mai 2024, elle est acquittée par l'Agence antidopage car celle-ci n'a pas pu prouver sa culpabilité et sa suspension est levée. Au cours de la procédure, Banks avait déjà décidé de ne pas reprendre sa carrière en raison du stress psychologique élevé qu'elle avait subi.  

## Palmarès sur route
- 2019
  - 8e étape du Tour d'Italie
  - 2e du Grand Prix Cham-Hagendorn
  - 3e du Festival Elsy Jacobs
- 2020
  - 4e étape du Tour d'Italie
  - 2e du Grand Prix de Plouay

### Résultats sur les grands tours

#### Tour d'Italie
3 participations :
- 2019 : 68e, vainqueure de la 8e étape
- 2020 : 12e, vainqueure de la 4e étape
- 2023 : 99e

### Classement mondiaux
| Année                                 | 2018 | 2019 | 2020 |
| ------------------------------------- | ---- | ---- | ---- |
| Classement UCI                        | 273e | 51e  | 28e  |
| UCI World Tour                        | nc   | 54e  | 21e  |
|                                       |      |      |      |
| Légende : nc = non classéSource : UCI |      |      |      |